# Râul Aa, Franța
Aa este un râu situat în partea de nord a Franței. El strâbate o parte a regiunii Artois, până la vărsarea în Marea Nordului, printr-un estuar.

## Curiozități
Este un râu foarte cunoscut amatorilor francofoni de cuvinte încrucișate / integrame. Iată o definiție rebusistică referitoare la râul Aa: Primul fluviu al Franței.
În zilele noastre, a devenit un loc pașnic și bogat pentru drumețul îndrăgostit de adevărata natură.

## Localități și locuri prin care trece Aa
- Bourthes
- Verchocq
- Fauquembergues
- Wavrans-sur-l'Aa
- Lumbres
- Esquerdes
- Hallines
- Wizernes
- Blendecques
- Arques
- Saint-Omer
- Watten
- Holque
- Gravelines
- Grand-Fort-Philippe

## Mediul înconjurător

Episoade ale poluării
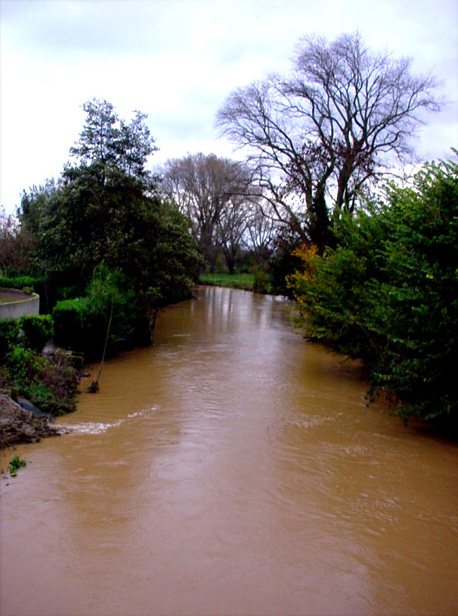
În anii 1995-2005, turbiditatea și eutrofizarea de origine agricolă cresc, și înlocuiesc poluările industriale și urbane care fuseseră în mare parte traitate.
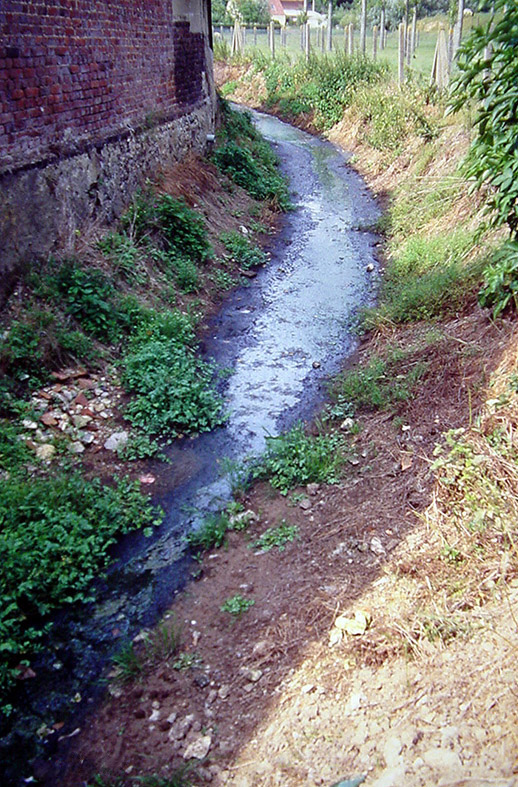
În anii secetoși, cursul superior al Aa este sărac în apă și poluat.
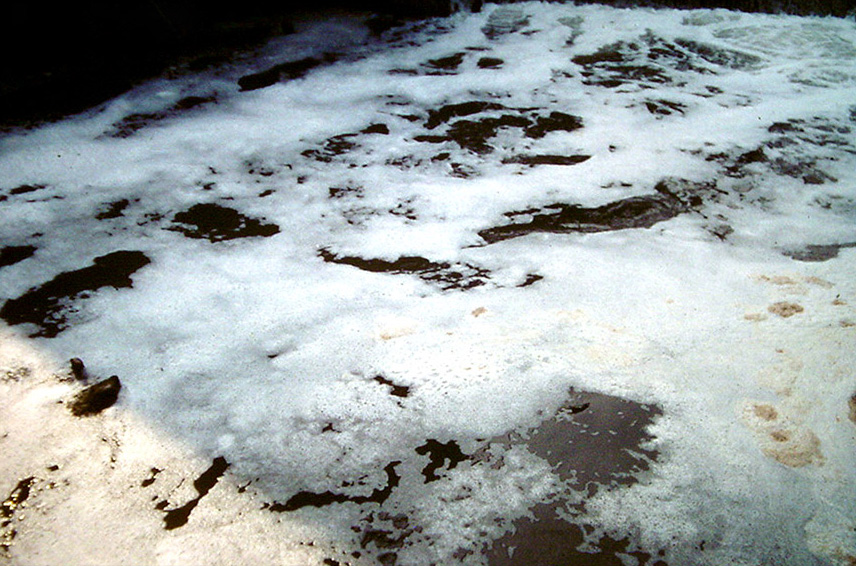
Din 1985 până la începutul anilor 1990, poluarea este cronică de la Blendecques la Saint-Omer. Agenția Apei înregistrează recorduri de anoxie (aici la Blendecques, în septembrie 1990)
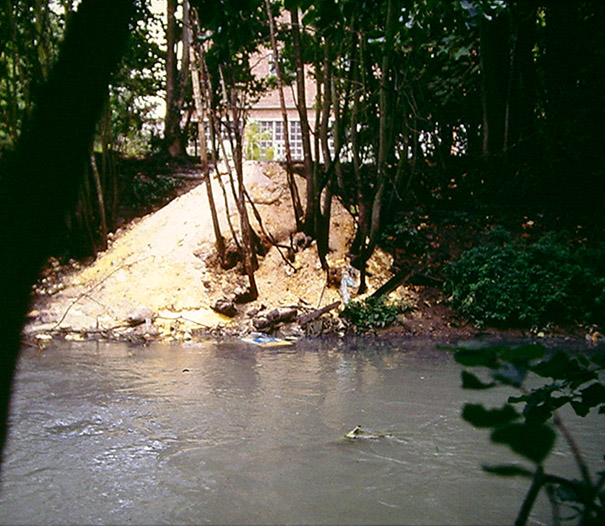
Poluarea prin deversarea pesmetului în Aa, Blendecques, 1990
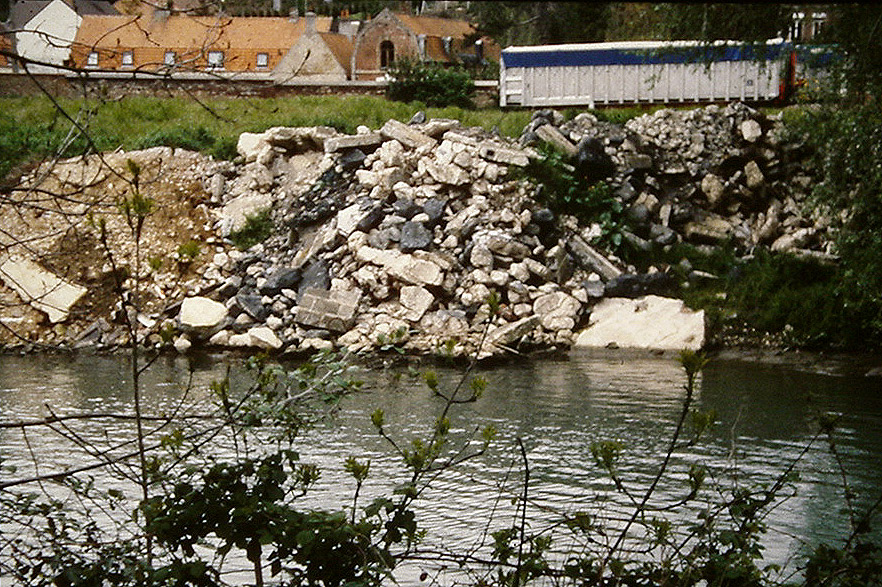
Restaurarea nepotrivită a taluzurilor (aval de Lumbres)
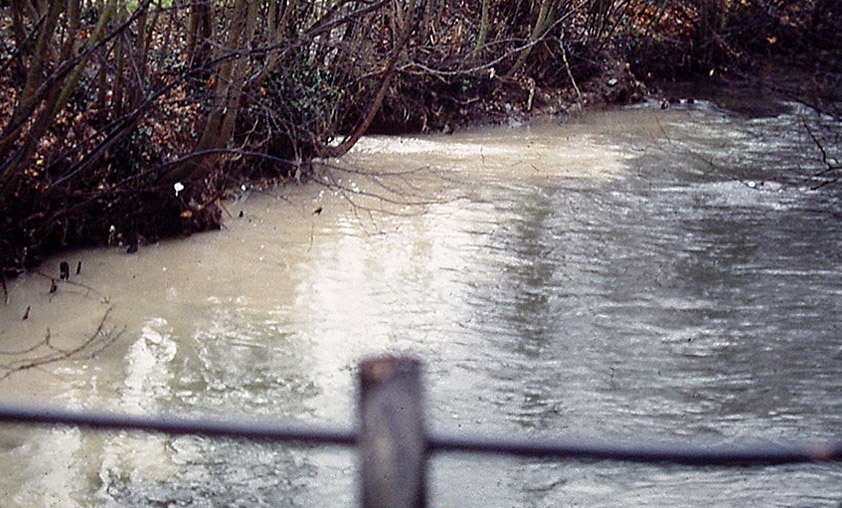
Deversare poluantă a unei fabrici de hârtie la Blendecques.
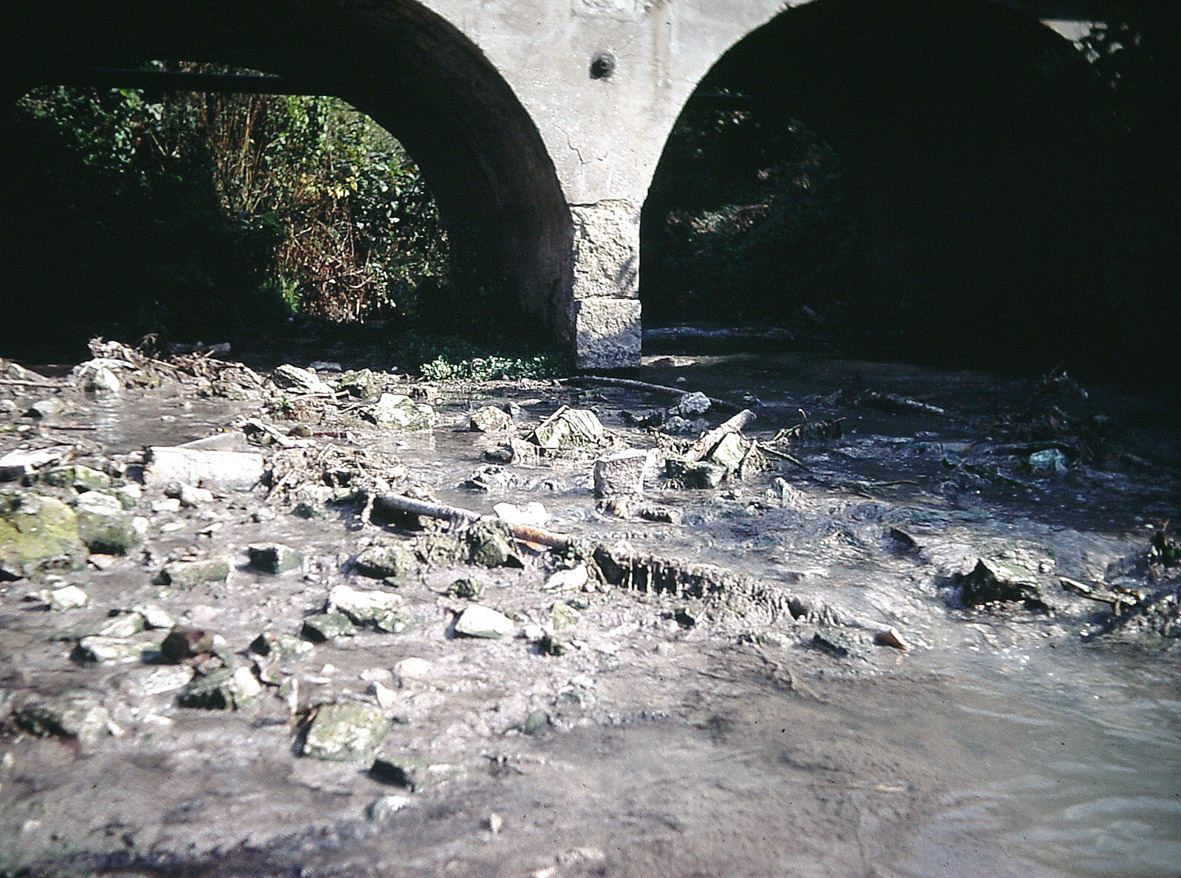
Scădere pe timpul verii a nivelului apei la Blendecques; concentrare a poluării (vara lui 1989)
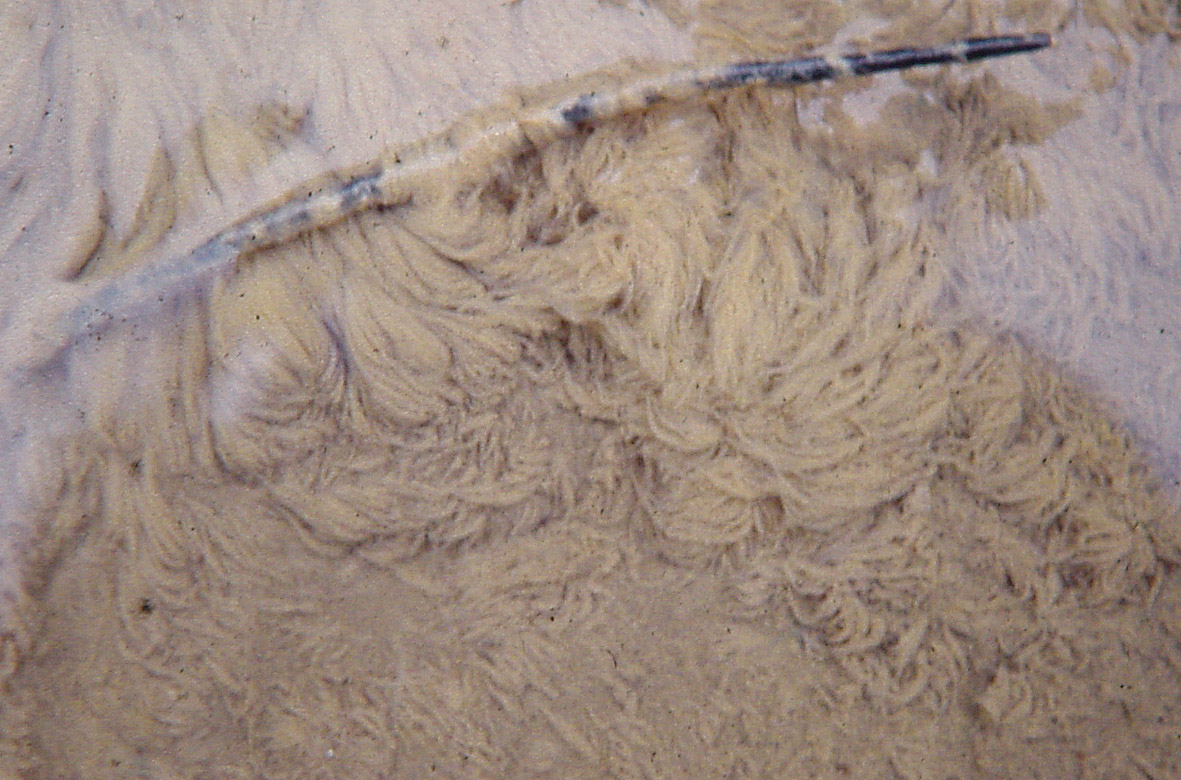
Mănunchi bacterian (poluare la o fabrică de hârtie, aici la Blendecques, începutul anilor 1990).
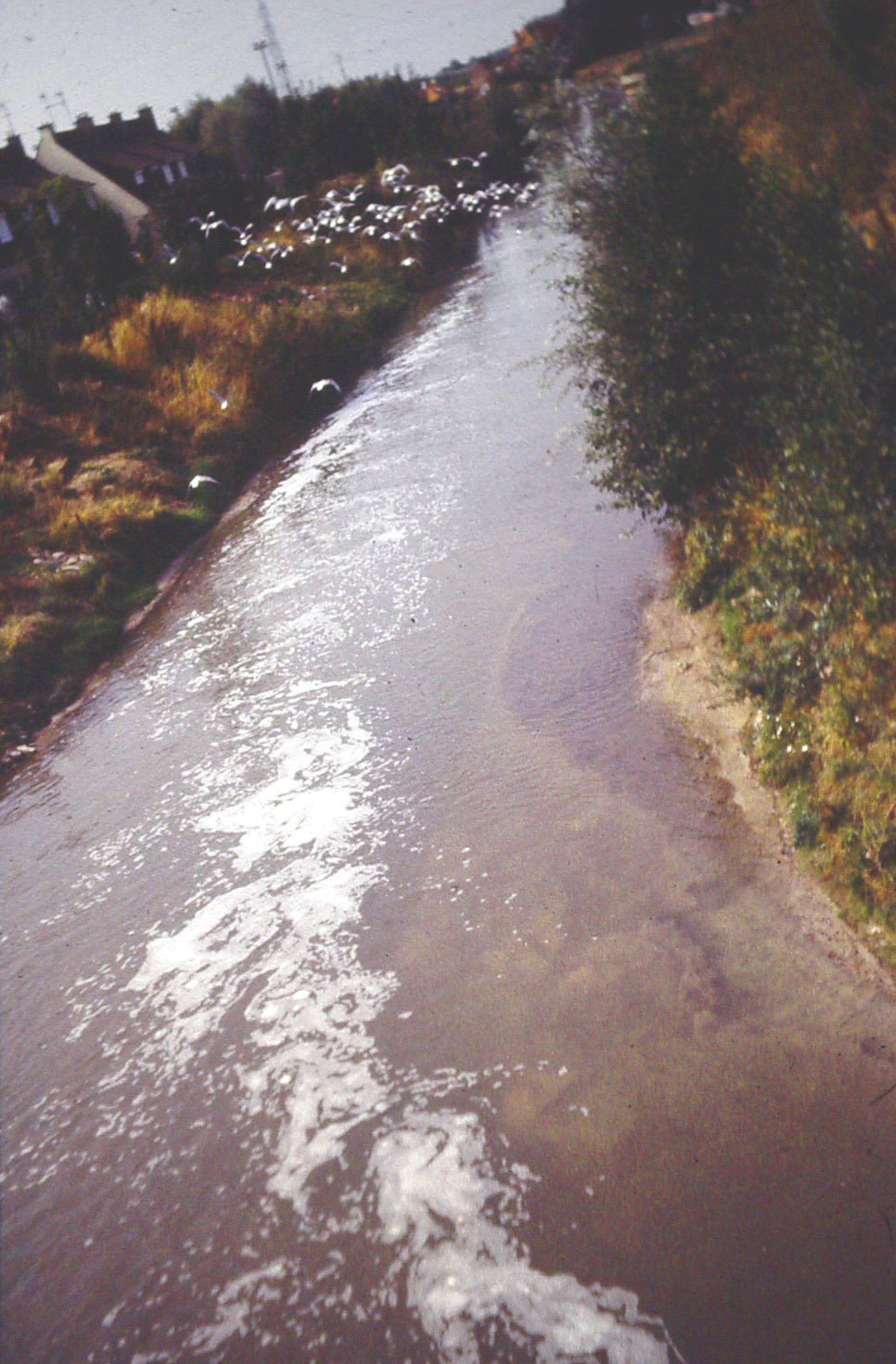
Sfârșitul anilor 1980, Aa este grav poluat de la Blendecques la Gravelines.
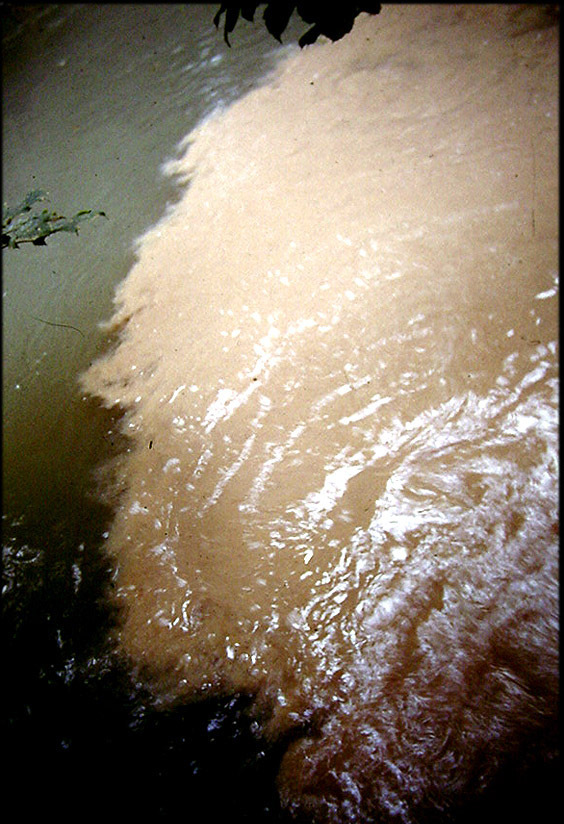
Efluenți deversați în Aa de către o fabrică de hârtie (Blendecques, octombrie 1990). Aici începe poluarea cu bacterii filamentoase, care se întinde pe circa 10 kmn.
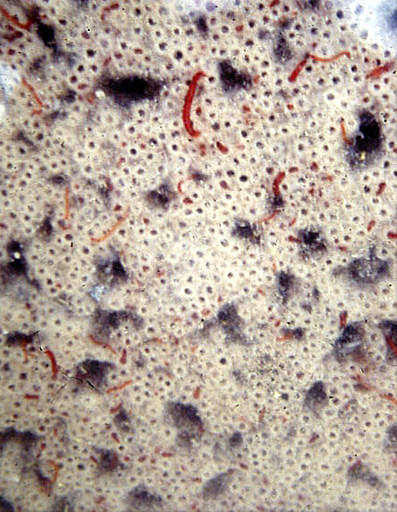
Anii 1980; fund tapisat de larve de chironomi între Blendecques și Arques.
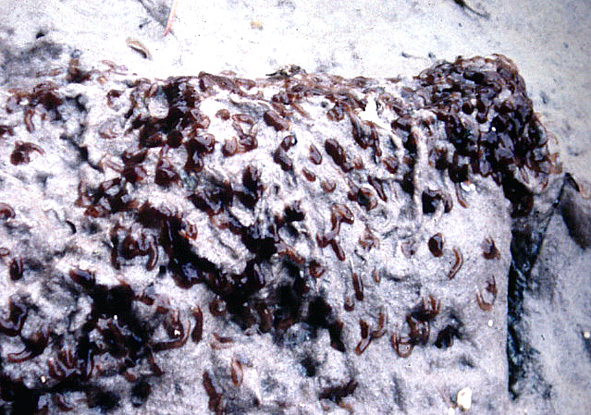
Depuneri de ouă de chironomi pe mănunchiuri bacteriene exundate ca urmare a unei scăderi de nivel al apelor râului Aa.
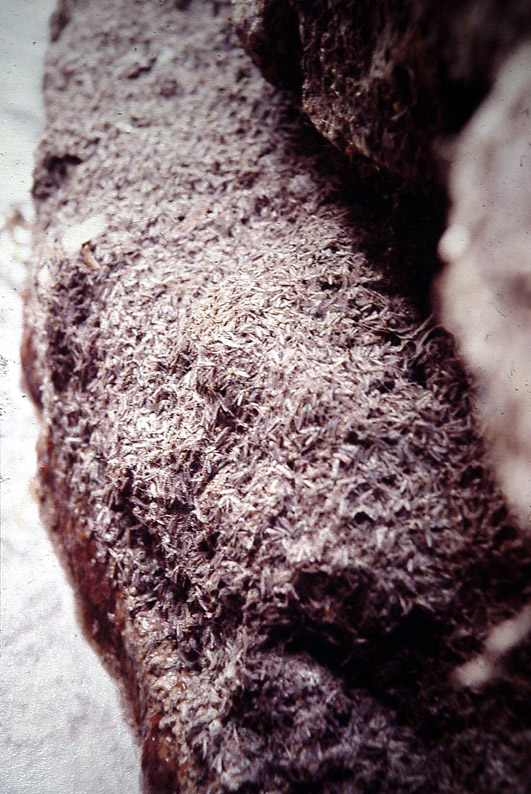
Acumulări de poluanți pe taluzurile  râului Aa, în anii 1985-1995 (aici la Blendecques).
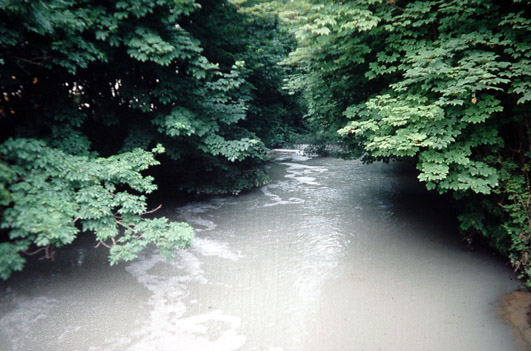
Episod al poluării industriale, albirea apei. Situația s-a ameliorat odată cu construirea a două stații de epurare (în 1978, apoi în 1989)
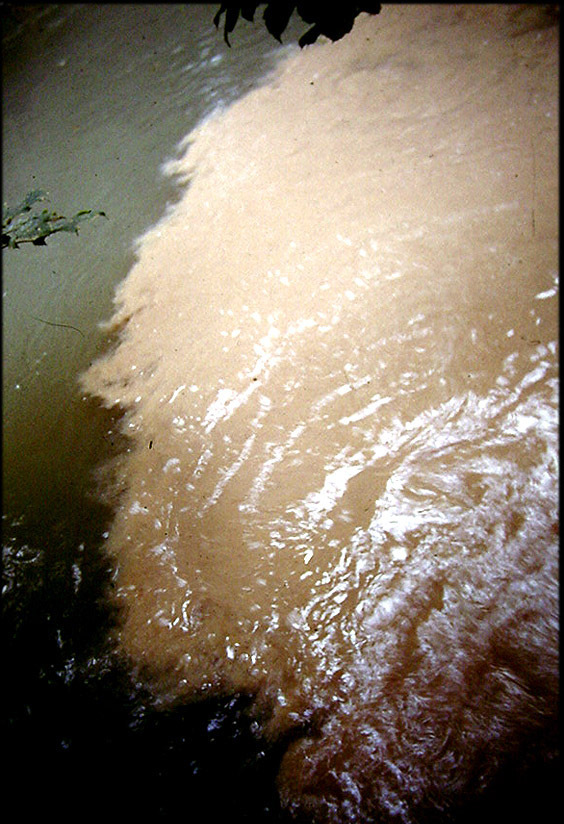
Deversare a unei fabrici de hârtie: apă călduță, tulbure și foarte încărcată cu materii organice și bacterii
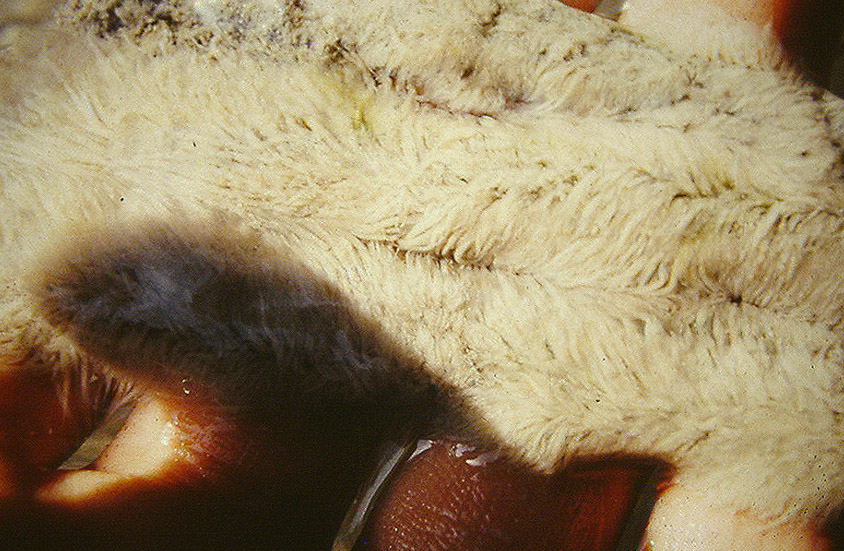
Poluare cu bacterii filamentoase, care asfixiază frunzele de  buzdugan / șovar[1], Blendecques, prin 1990. În octombrie 1990, aceste bacterii și fibre de hârtie au colmatat rapid stația de analiză a apei a Agenției Apei (neancrasabilă și autocurățătoare)
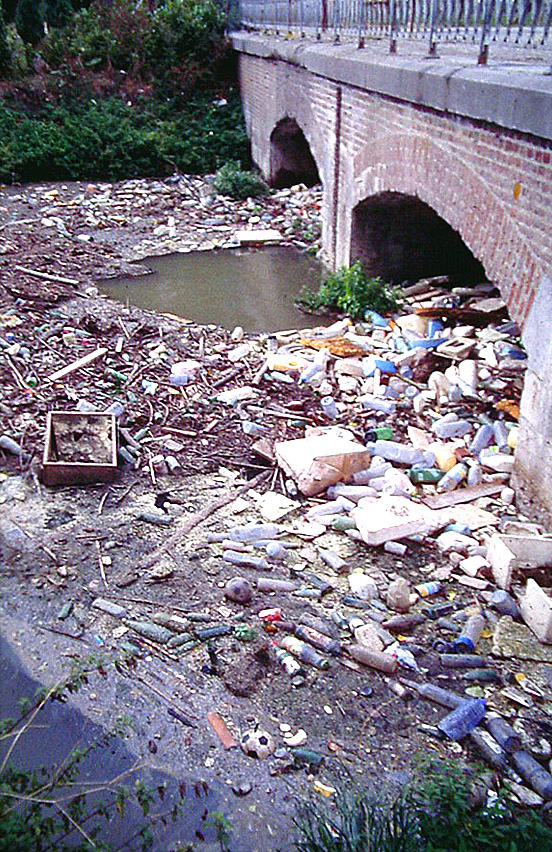
Acumulare de macro-deșeuri plutitoare, în amonte de sifon care face să reacă Aa sub  canalul de Noeufossé la Arques. 29 septembrie 1996
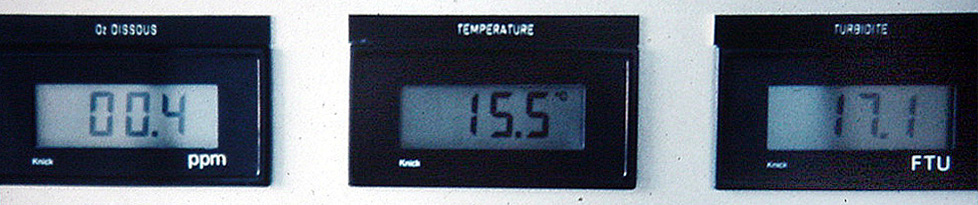
Record al poluării: Sfârșit al anilor 1980 și începutul anilor 1990, nivelul de oxigen al acestui vechi râu cu salmonide era deseori (ziua), de 0,1 la 0,5 ppm, în loc de 8ppm minimum (aici la Blendecques, în centrul orașului, după ultima deversare la o fabrică de hârtie. O a doua stație de epurare și un atelier de dezancraj vor ameliora foarte clar situația în anii 1990-2000

## Note

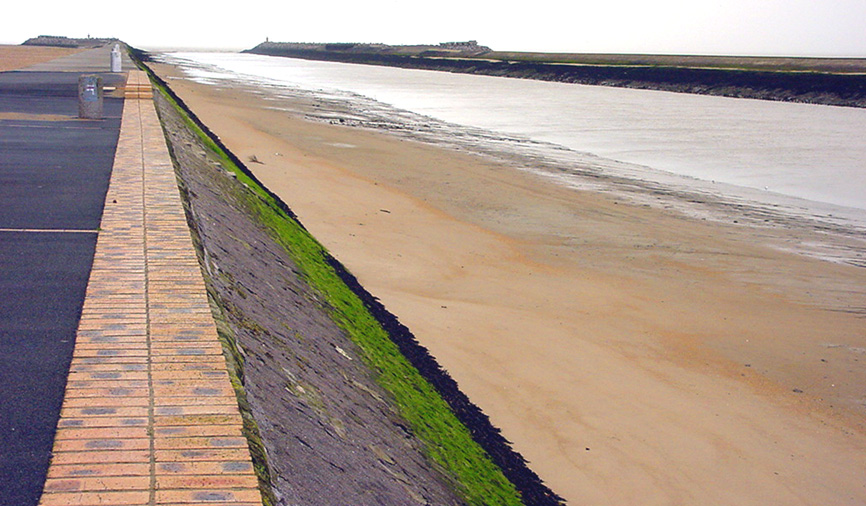
Estuarul râului Aa, îndiguit şi foarte „artificializat”, la Gravelines